# 细茎有柄柴胡
细茎有柄柴胡（学名：Bupleurum petiolulatum var. tenerum）是伞形科柴胡属的变种。分布于中国大陆的西藏、青海、四川等地，生长于海拔2,800米至3,850米的地区，一般生长在山坡麻栎林下，目前尚未由人工引种栽培。